# 特蘭奎爾
特蘭奎爾（英文：Tranquille），舒斯瓦普人稱此地佩圭蕾（舒斯瓦語：Pellqweq'wíle），是一個位於加拿大英屬哥倫比亞省湯普森-尼古拉地區甘露市內的一個鄉村鄰里社區。特蘭奎爾位於甘露市內最西側，東鄰布拉克赫斯特，部分北端鄰貝徹勒高地，南邊依傍甘露湖和湯普森河。特蘭奎爾一名源自流經之特蘭奎爾河，而特蘭奎爾河是為紀念自19世紀治理此地區的蘇斯瓦族酋長帕卡穆斯（Pacamoose）。當地法裔加拿大毛皮交易商暱稱其為特蘭奎爾），並於1912年村落正式建制後命名此地區為特蘭奎爾。隨之，由北岸一路連貫至此地的主要幹道也隨即命名為特蘭奎爾路；至今仍是社區主要聯通對外的通道。
英屬哥倫比亞省政府先前於1907年在此也有設立特蘭奎爾精神療養院，最後因結核病在此醫院傳播，最終於1983年關閉醫院，從此人口外移，特蘭奎爾成為鬼鎮；其中影集人類消失後的世界中的鬼鎮即是以特蘭奎爾為腳本。最終也因地廣人稀之因素，此地區成立特蘭奎爾自然生態保護區，並在境內肉桂嶺、基西克 (Kissick)一帶和特蘭奎爾河畔有登山、健行步道存在。境內亦設有特蘭奎爾谷小學，和庫尼灣露營地。甘露機場亦是在此境內。

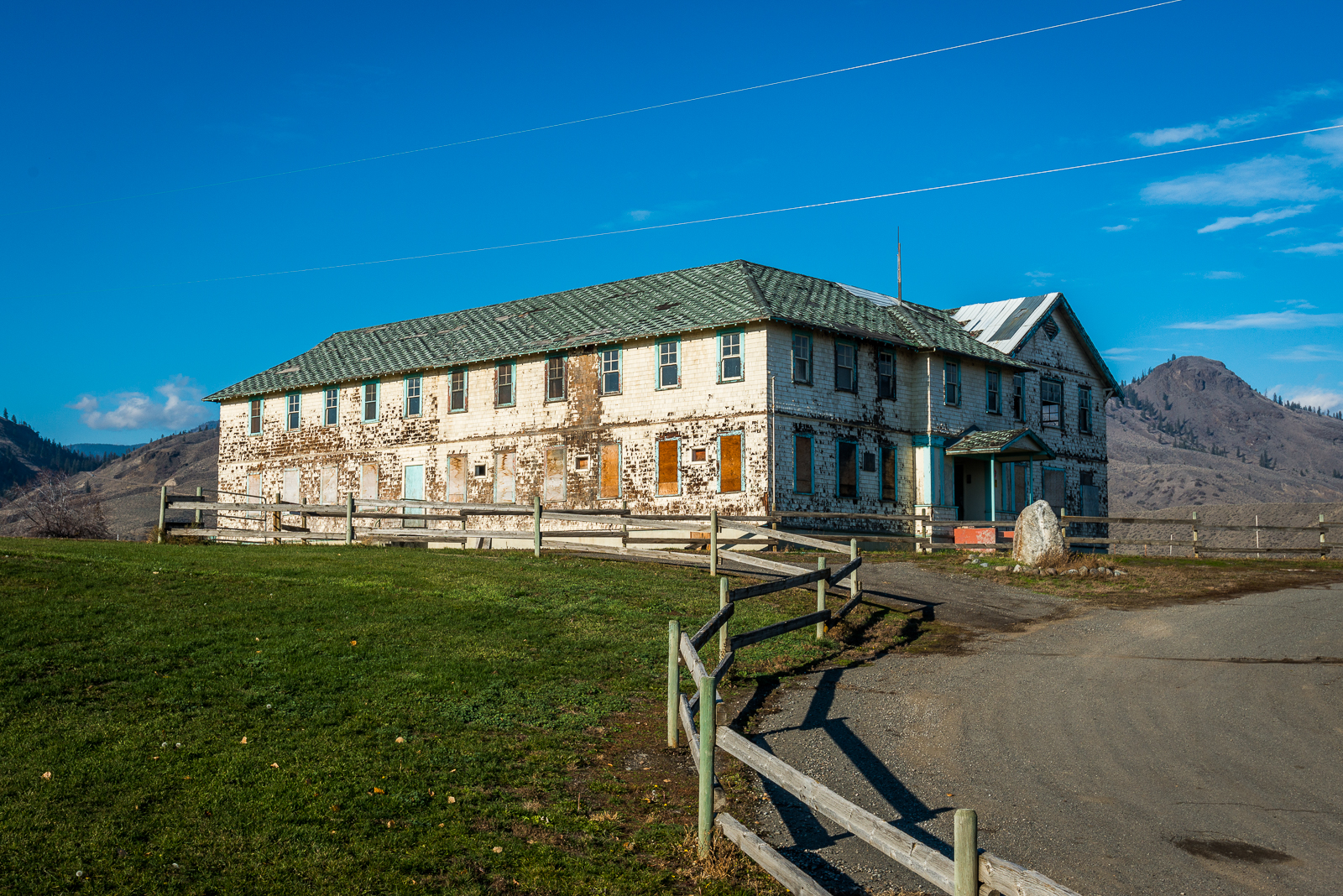
特蘭奎爾精神療養院
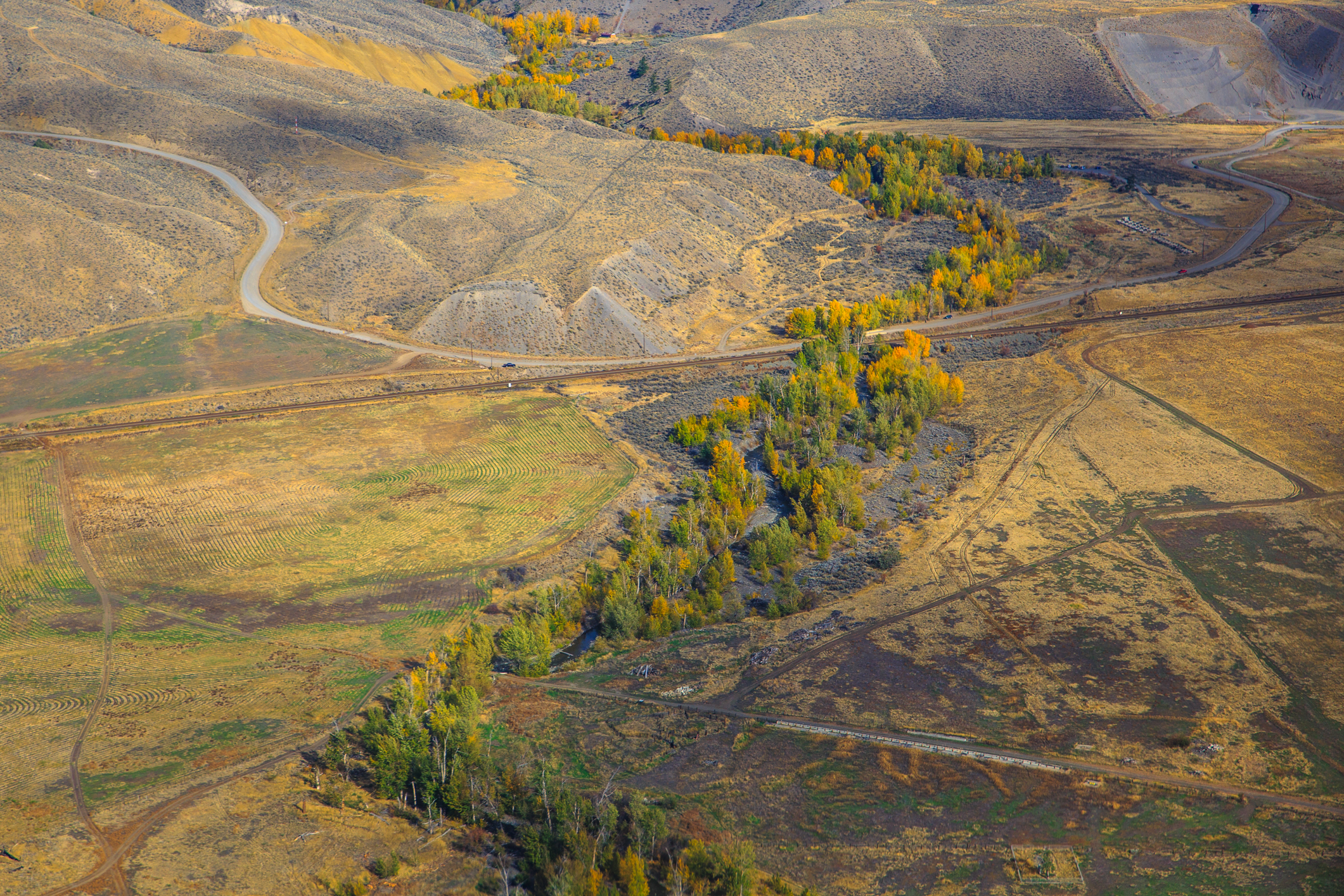
特蘭奎爾河
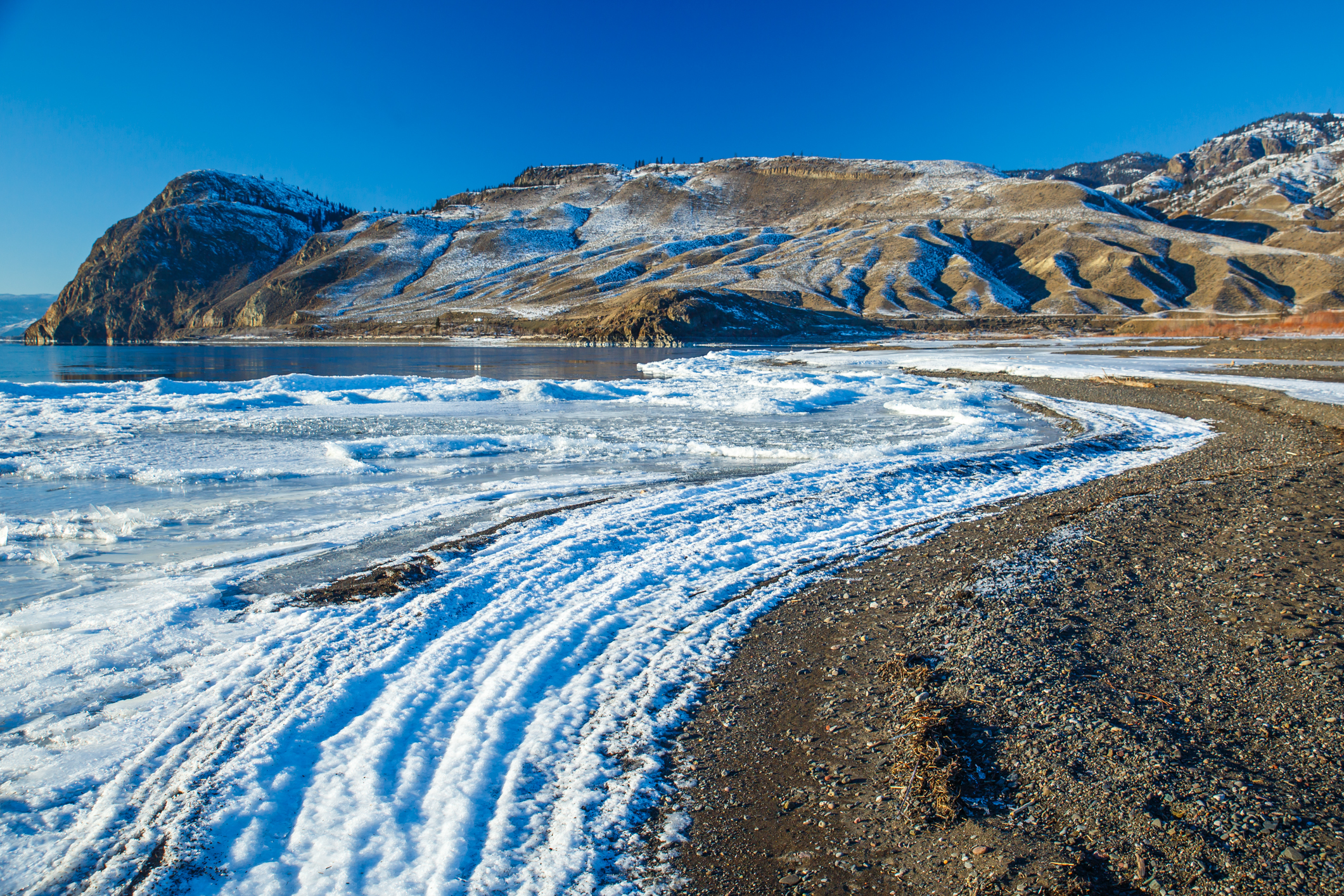
特蘭奎爾庫尼灣冬季景

## 資料來源
1. ↑  .   [2022-07-07]. （原始内容存档于2021-04-22）.
2. 1 2  .   [2022-07-07]. （原始内容存档于2013-12-08）.
3. ↑  .   [2022-07-07]. （原始内容存档于2022-02-18）.
4. ↑  Joel A. Sutherland. . Scholastic Inc. 1 August 2014: 69+  [2022-07-07]. ISBN 978-1-4431-3377-7. （原始内容存档于2022-07-10）.
5. ↑  https://www.google.com.tw/maps/place/Tranquille,+Kamloops,+BC,+Canada/@50.7215594,-120.4975705,13.48z/data=!4m5!3m4!1s0x537fd491acb06917:0xed670528df29990c!8m2!3d50.7251668!4d-120.5071315?hl=en&authuser=0